# Somapacitan
Le somapacitan est un médicament utilisé pour traiter le déficit en hormone de croissance chez les adultes. Il est vendu sous le nom de marque Sogroya.

## Usage médical
Le somapacitan est un analogue de l’hormone de croissance humaine. Le médicament est administré par injection sous-cutanée.

## Effets secondaires
Les effets secondaires du somapacitan comprennent des maux de dos, des douleurs articulaires, une indigestion, des problèmes de sommeil, des étourdissements, une amygdalite, un gonflement des bras ou des jambes, des vomissements, une insuffisance surrénale, une hypertension artérielle, une prise de poids ou un faible nombre de globules rouges. D’autres effets secondaires peuvent inclure un  cancer, un diabète, une hypertension intracrânienne, des réactions allergiques, une insuffisance surrénalienne ou une pancréatite. L'utilisation de ce médicament semble sûre pendant la grossesse.

## Histoire
Le somapacitan a été approuvé pour un usage médical aux États-Unis en 2020 et en Europe et au Royaume-Uni en 2021,,.
Il est produit dans Escherichia coli par la technologie de l'ADN recombinant.